# Cowboy Style
A Cowboy Style az ausztrál énekes-dalszerző Kylie Minogue 4. és egyben  utolsó kimásolt kislemeze 6. Impossible Princess című stúdióalbumáról. A dal 1998. október 5-én jelent meg a Mushroom kiadónál. Minogue Steve Andersonnal és Dave Seamannal írta a dalt, míg a Brothers in Rhythm a produceri munkálatokat látta el. A gitárokkal, szintetizátorokkal és dobokkal készített "Cowboy Style" egy kelta popzene, amelyben Minogue akkori barátjával Stéphane Sednaoui francia rendezővel való kapcsolatáról énekel. A dal pozitív kritikákat kapott, és dicsérték Minogue dalszerzőjét, valamint a dal kompozícióját. Egyes kritikusok karrierje során kiemelkedőként emelték ki a dalt. Az Ausztráliában és Új-Zélandon megjelent dal a 39. helyezett volt az ausztrál kislemezlistán. 
Minogue a "Cowboy Style" népszerűsítését 1998 júniusától augusztusig adta elő Intimate and Live Tour turnéján. Az egyik élő előadást Michael Williams rendezte, amelyet videoklipként is használtak. Később a Fever Tour (2002) és a Showgirl: The Homecoming Tour (2006) című fellépésein adta elő. A dal felkerült Minogue Confide in Me (2002) és a Confide in Me: The Irresistible Kylie (2007) című válogatásalbumra is. 

## Előzmények
A "Cowboy Style"-t Minogue, Steve Anderson, és Dave Seaman írta. Ez volt az egyik első dal, ami kész lett az albumra. Minogue a dalt a Sednaoui-val való kapcsolata előtt írta, eltérő szövegkörnyezetben, de a dalt randevúzása közben fejezte be. A dalról Minogue azt mondta, hogy "ahogyan kapcsolatot kezdesz valakivel, az annyi érzelmet képes kiválasztani belőled, és egy kicsit jobban megkérdőjelezi magát". A "Cowboy Style" cím onnan származik, amikor először találkozott személyesen Sednaoui-val, ahol felidézte, hogy "szokatlan" volt, mintha egy új cowboy jött volna a városba.
Az album és korábbi kislemezei gyenge kereskedelmi teljesítményét követően Minogue elhagyta a Deconstruction kiadót. Az Intimate and Live Tour koncertkörútján Ausztráliában lépett fel, amikor megerősítette a kislemez megjelenését hazájában, és Új-Zélandon a Mushroom Recods kiadásában. A kislemez grafikáját az Intimate and Live Tour turné során készítette Simon Emmert, amelyen Minogue bőrmelltartóban, és cowboykalapban látható. Az Idolator a műalkotást "Kylie legjobb egyedi borítói" közé sorolta, és így kommentálta: "Bőr melltartó és cowboy sapka. Elég volt". A borító szerkesztetlen felvételei szerepelnek Kylie fotóalbumában, melyet 1999 augusztusában jelentettek meg.

## Összetétel
A "Cowboy Style"-t a Real World, Sarm West és DMC Stúdióban rögzítették Londonban. A dalt keverését Alan Bremner keverte a Real World Stúdióban. A dalban Greg Bones és Anderson gitározott, Johnnie Hardie hegedűlt, és az összes többi hangszeren Anderson játszott. A "Cowboy Style" egy kelta popdal, amely 4 perc és 44 másodperces játékidejű. Sal Cinquemani, a Slant magazintól megjegyezte: hogy "A Cowboy Style egy törzsi ütőhangszeres dal, mely inkább kelta, mint country hangzású". Adrian Denning online zenekritikus a dalt Björk izlandi művész és dalszerző munkáihoz hasonlította. Nick Levine a Digital Spy-tól azt mondta: "Ó ez a "Cowboy Style"-ban van egy kis kelta, és egy kis közel-keleti hangzásvilág. Pete Waterman biztosan sírt, amikor meghallotta".

## Kritikák
A "Cowboy Style" pozitív kritikákat kapott a zenekritkusoktól. A Who magazin egyik kritikusa pozitívan nyilatkozott a dalról, és kijelentette, hogy "szinte keleties hangulatú egy szabadon folyó dallam miatt", valamint klasszikus "poppy Kylies". Cameron Adams a Herald Sun-tól szintén dicsérte a dalt, mondván "sikerült határt szabni a country zenével, és ez így is menő maradt. Gary James az Entertainment Focus munkatársa dicsérte az Impossible Princess összes dalát, amelyet Minogue írt, és kiválasztotta a "Cowboy Style"-t, valamint a "Say Hey", "Too Far" és "Limbo" dalokat, amelyekben az énekesnő képes volt a klausztrofóbia és bizonytalanság érzését kelteni. A Stockport Times munkatársa Anthony Loman szerint a Brothers in Rhythm produkciója, valamint az elektromos hegedű miatt a dal jól "működik". Owen Myers (Pitchfork) az album egyik "enyhe majdnem himnuszának" nevezte.
John Mangan a The Age-től pozitívan értékelte a dalt, és azt mondta, hogy a al egy "funky hoe-down sound" volt. Adrian Denning online kritikus lenyűgözőnek, keleti ízűnek találta a dalt. Louis Virtel a The Blacklottól a 11. helyre sorolta a dalt Minogue legjobb dalainak listáján, és kijelentette, hogy "Ez a stílusos összemosás, amely mély kelta hangzást tartalmaz, amit talán Alison Krauss is tudna hegedülni, kemény vezetés, adrenalizált szexualizált szabadságvágy". Hogyan kezeli azt a tényt, amikor Minogue ezt énekli a dalszövegben: 'I am frightened, I'm aroused, I'm enlightened to the now'. Josh Martin az MTV Australia-tól a dalt a 16. helyre sorolta Minogue legjobb kislemezeinek listáján, megjegyezve, hogy az "Impossible Princess" egyik leggazdagabb instrumentális alkotása. "Cowboy Style" entered on the ARIA Charts at number 39 on 18 October 1998. A "Cowboy Style" 1998. október 18-án a 39. helyen szerepelt az ARIA kislemezlistáján. Ez lett a legalacsonyabb listán szereplő kislemez az albumról.

## Promóció

### Videoklip

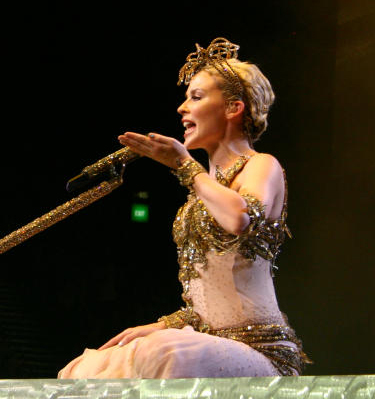
Minogue előadja a"Cowboy Style" című dalt a Showgirl: The Homecoming Tour turnén (2006).

A "Cowboy Style" klipjét Michael Williams rendezte, és 1998 júniusában az egyik Intimate and Live Tour hangpróbáján rögzítették. A zenei videót rádió változatával szinkonizálták, és a CD kislemezen is ez szerepelt. A videoklip a "Greatest Hits 87-99 DVD változatán jelent meg 2003 júniusában.

### Élő fellépések
Minogue a "Cowboy Style"-t előadta a Hey Hey It's Saturday című ausztrál reggeli műsorban. Minogue felvette a dalt az 1998-as Intimate and Live Tour koncertturnéjának sorozatába. Az előadást június 30-én és július 1-én rögzítették a sydney-i Capitol Színházban, és ezzel kapcsolatosan megjelent CD-n és DVD-n is. A daL élő változata a "Dancing Queen" című promóciós kislemezen is megjelent. A "Cowboy Style" szerepelt a 2002-es ausztrál és európai "Fever" turné részeként. Az előadáson Minogue egy élénkrózsaszín ujjatlan kabátban, fehér nadrágban látható. Az előadást 2002. május 4-én rögzítették a Manchester Arénában az Egyesült Királyságban, és még ugyanebben az évben, november 4-én adták ki. A dal legutóbbi előadása a Showgirl: The Homecoming Tour turné részeként szeepelt 2006-ban. 2006. november 12-én rögzítették Sydney-ben, és dupla CD lemezen jelentették meg.

## Egyéb megjelenések
A "Cowboy Style" 1997 közepén jelent meg az Egyesült Királyságban kazetta single formátumban az összes többi albumdallal és egy promóciós kiadás, és egy CD sampler részeként. A "Cowboy Style" Minogue számos válogatásalbumán szerepelt. Első megjelenése a 2002-es BMG legnagyobb slágereiből készült válogatásalbumán, a Confide in Me-n volt, mely a Deconstruction kiadónál készült kislemezeiből, és dalaiból állt. Heather Phares az Allmusic-tól dicsérte az Impossible Princess dalait, köztük a "Cowboy Style" című dalt. Ezután a 2003-ban megjelent Greatest Hits 87-99 című válogatásalbum, valamint a 2004-es Artist Collection albumán lehetett hallani, amely az "Impossible Princess" korszakának nagy részét tartalmazza. A dal megjelent a Confide in Me: The Irrestistible című lemezen, mely 2007 júliusában jelent meg a független brit Music Club, valamint a Warner Music Group Australia által megjelent K25: Time Capsule című lemezén.

## Formátum és számlista
CD kislemez
1. Cowboy Style – 3:51
2. Love Takes Over Me (Single version) – 4:09
3. Cowboy Style (videóklip)

## Slágerlista
| Slágerlista (1998) | Legmagasabb helyezés |
| ------------------ | -------------------- |
| Ausztrália (ARIA)  | 39                   |